# Ian Edmond
Ian Edmond (Reino Unido, 2 de junio de 1978) es un nadador británico retirado especializado en pruebas de estilo braza larga distancia, donde consiguió ser subcampeón mundial en 2003 en los 200 metros estilo braza.

## Carrera deportiva
En el Campeonato Mundial de Natación de 2003 celebrado en Barcelona ganó la medalla de plata en los 200 metros estilo braza, con un tiempo de 2:10.92 segundos, tras el japonés Kōsuke Kitajima (oro con 2:09.42 segundos que fue récord del mundo) y por delante del estadounidense Brendan Hansen (bronce con 2:11.11 segundos).